# Gangli espinal
En l'anatomia i la neurologia, un gangli espinal (o gangli raquidi o gangli de l'arrel dorsal) és un nòdul en l'arrel posterior que conté els cossos cel·lulars de les neurones aferents en els nervis espinals.